# Le Sépoux
Le Sépoux est un sommet montagneux situé dans le Massif central. Il s'élève à 1 530 mètres d'altitude au sein des monts du Vivarais. Il se trouve dans la commune de Sainte-Eulalie, dans le département de l'Ardèche.

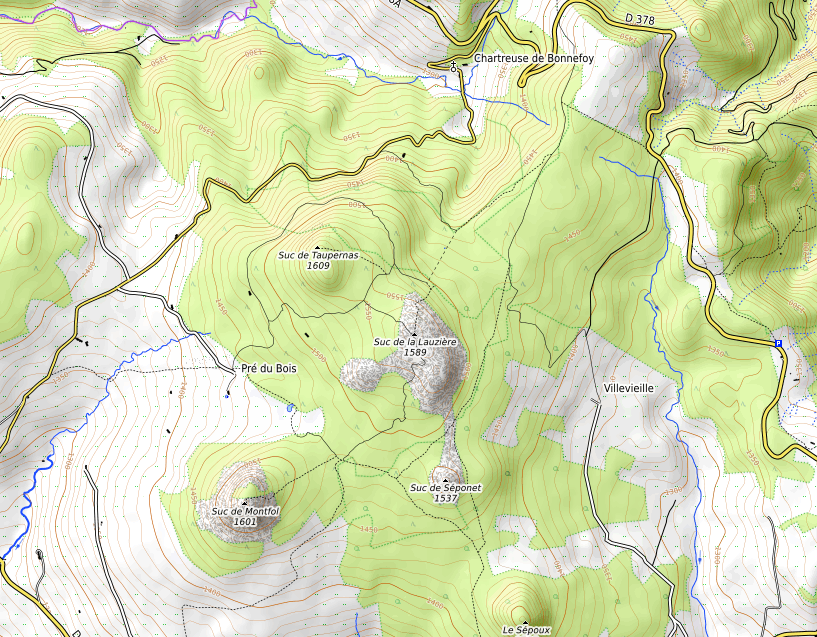
Carte de la région, le Sépoux tout au sud.